# C/2009 P1 (Garradd)
C/2009 P1 (Garradd) – kometa jednopojawieniowa o hiperbolicznej orbicie. Została odkryta 13 sierpnia 2009 roku przez australijskiego astronoma Gordona J. Garradda. 

## Właściwości orbity
Data przejścia komety przez peryhelium to 23 grudnia 2011 roku. Punkt przysłoneczny znajduje się w odległości 1,5505 j.a. od Słońca. Kometa porusza się po hiperbolicznej orbicie o mimośrodzie 1,0010 i nachyleniu 106,1773° względem ekliptyki.
Średnica jądra komety C/2009 P1 (Garradd) szacowana jest na ok. 10 km.